# Zázrak

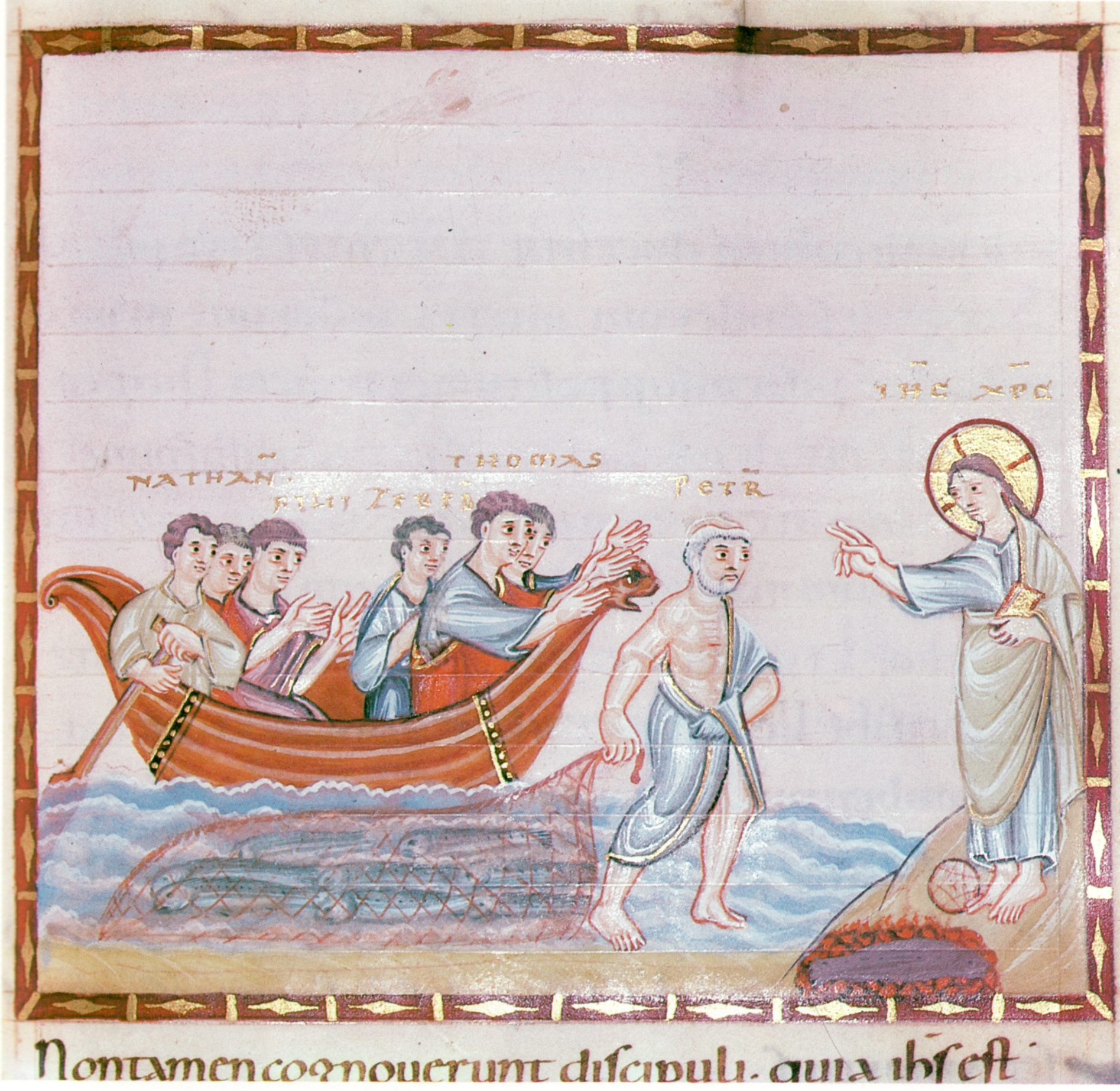
Zázračné putování učedníků za rybami a zjevení Krista na Galilejském jezeře, iluminace z Egbertiho kodexu, 10. století.

Zázrak, div, kouzlo je, zejména v náboženstvích, označení mimořádného jevu či události, který není vysvětlitelný vědecky známými přírodními zákony a považuje se za projev zásahu nadpřirozených sil, např. Boha, bohů, svatých, duchů či proroků,[zdroj⁠?!] ať už samostatně nebo na základě prosby lidí – modlitby.

## Rozdělení
Zázraků rozeznávají náboženské systémy[kdo?] několik druhů, jako např.:[zdroj?]
- zázračná vysvobození,
- zázračná uzdravení,
- zázračné nálezy,
- zázračné činy.

Za zázrak se považují i některá obrácení – konverze, prototypicky sv. Pavla nebo sv. Augustina po dlouholetých modlitbách jeho matky sv. Moniky.

## Zázraky v jednotlivých náboženstvích

### Předkřesťanská antika
Ze starověkého Řecka máme zprávy o zázracích, které měl provést Herakles. Pro starořeckou teologii byly důkazem Heraklova božství a staly se součástí evropské kultury. Mezi jeho zázračnými činy vyniká splnění dvanácti úkolů krále Eurystea díky jeho nadlidské síle.
Aristeas z Prokonnesu měl podle Herodota zemřít a opět ožít.
Filosof Apollónios z Tyany se měl narodit při zásahu bleskem své matky mezi sedmikráskami. Později sám konal zázraky, mezi jinými vzkřísil zemřelou dívku.
Historikové Tacitus a Suetonius zaznamenávají svatý zázrak učiněný císařem Vespasiánem. Vyprávění má shodnou strukturu jako zázrak v Novém zákonu. Za smysl zázraku sám Suetonius dodává, že se tím prokazuje Vespasiánův božský majestát.
V tomto článku byl použit překlad textu z článku Wunder na německé Wikipedii.

### Křesťanství
Nejznámějším svědectvím o zázracích je především bible a Starý zákon. Prvotním zázrakem je podle něj již samo stvoření světa a sepsání Bible. Známé jsou zázraky na podporu osvobození Židů (Israelitů) z egyptského zajetí, např. rozestoupení moře nebo tzv. rány egyptské.
Zázraky konali podle Nového zákona také Ježíš Kristus (oživení Lazara, vlastní vzkříšení, zmnožení chleba a vína atp.) a apoštolové. Zázraky v době Nového Zákona byly znamením příchodu mesiášského času. Všechny zázraky v sobě nesly také duchovní poselství (např. uzdravení slepého poukazuje, že věřící začne vidět pravdu o sobě i o druhých Jan 9, 39–41 (Kral, ČEP)). Ne každý křesťan měl dar uzdravování 1Kor 12, 30–31 (Kral, ČEP). Apoštol Pavel v listu Korintským povzbuzuje věřící, aby usilovali o vyšší dary – tj. o lásku 1Kor 13 (Kral, ČEP) a o proroctví 1Kor 14, 1 (Kral, ČEP). Bible varuje před falešnými proroky, kteří budou dělat zázraky, aby sváděli ostatní na scestí Mt 24, 24 (Kral, ČEP), Mt 7, 21–23 (Kral, ČEP). Největším zázrakem pro křesťana je, že může zakoušet svobodu od všech žádostí a hříchu a být tak novým člověkem. Podle Nového Zákona má být znamením pro svět láska mezi křesťany Jan 13, 34–35 (Kral, ČEP) a jednota Jan 17, 21–24 (Kral, ČEP) (znaky, které nemohou být napodobeny, ale vychází z nezištné lásky mezi křesťany a z upřímné víry).

#### Význam v katolictví
Pro svatořečení určité osoby jsou v současnosti v katolické církvi vyžadovány dva zázraky, ke kterým na přímluvu dotyčného kandidáta svatořečení došlo. Za zázrak se považují např. uzdravení (Lurdy), zjevení (Lurdy, Fatima, katolickou církví dosud neuznaná zjevení v Medžugorje) nebo nerozkládání se tělesných ostatků (které někdy vydávají zvláštní vůni) aj. Příkladem posledně zmiňovaného zázraku je nerozkládání se části těla sv. Jana Nepomuckého, která byla tradičně považována za jeho jazyk (Emanuel Vlček ve 20. století prokázal, že jde o mozkovou tkáň). Přehled eucharistických zázraků, tedy zázraků souvisejících s proměněnou hostií, podává časopis Milujte se!.

### Ostatní náboženství
Důležitou roli hrají zázraky také v židovství (viz chasidismus) nebo v buddhismu (miska proti proudu) a ostatních karmických náboženstvích.

## Racionální přístup
Snahy o racionální vysvětlení zázraků nalezneme již u středověkých židovských filosofů. Podle nich se zázraky nevymykají „přirozenému“ běhu událostí, protože zázračné jevy, resp. předpoklady pro ně, byly již od samého počátku zakomponovány do díla stvoření a počítalo se s nimi ve vývoji historie. Oporu pro toto pojetí dovozují z Mišny..
Pozdější racionalisté hledají pro zázraky přirozené vysvětlení tak, že se snaží vysvětlit technické, medicínské či přírodovědné aspekty daného jevu. Výraz „zázrak“ se užívá pro událost, která nastala, ač pravděpodobnost jejího výskytu za existujících podmínek byla blízká nule. Skutečnost, že občas nastane i velmi nepravděpodobná událost, však není v rozporu s racionálním pohledem na svět. Je to dáno stochastickým charakterem v něm probíhajících procesů; takovouto událost není nutné vysvětlovat zásahem vyšší moci.
Tento pohled dobře charakterizuje věta, jejímž autorem je David Ben Gurion: "Kdo nevěří na zázraky, není realista."
Ben Gurionův názor lze ovšem chápat i opačně, tj. jak jej myslel, že právě lidé, kteří nepočítají s možností zásahu "vyšší moci", nejsou realisty.
Skeptický přístup inklinuje k tomu, připisovat zázraky popsané v Bibli nebo jiných tradičních náboženských textech kreativní představivosti věřících, případně dokonce podvodu.

### Humeova břitva
Skotský filosof David Hume ve své knize An Enquiry Concerning Human Understanding z roku 1748 publikoval výrok, který dostal označení Humeova břitva: „Žádné svědectví není s to dokázat zázrak, ledaže by šlo o svědectví takového druhu, že by jeho mylnost byla ještě zázračnější než skutečnost, kterou se snaží doložit.“